# Diámetro (motor)
En mecánica de motores alternativos, el término diámetro indica la dimensión característica de la sección interior del cilindro. El área de esta sección, multiplicada por la carrera (obtenible como la diferencia entre el punto muerto superior PMS y el punto muerto inferior PMI) y por el número de cilindros, determina la cilindrada de un motor.
Normalmente se expresa en centímetros cúbicos (cc o cm³), aunque también se puede encontrar en litros (l) y en los textos de origen anglosajón es frecuente ver la cilindrada expresada en pulgadas cúbicas (cuin).

## Equivalencias
- 1 pulgada cúbica = 16,3871 cc
- 1 cc = 0,0610237 pulgadas cúbicas

## Dimensiones relativas
Dependiendo de la relación entre el diámetro y la carrera, los distintos tipos de motores se denominan:
- Motor "cuadrado": en el caso de medidas iguales
- Motor "supercuadrado" o de "carrera corta": si la carrera es menor que el diámetro interior
- Motor de "carrera larga": cuando la carrera es mayor que el diámetro interior